# Rui Pedro Couto Ramalho

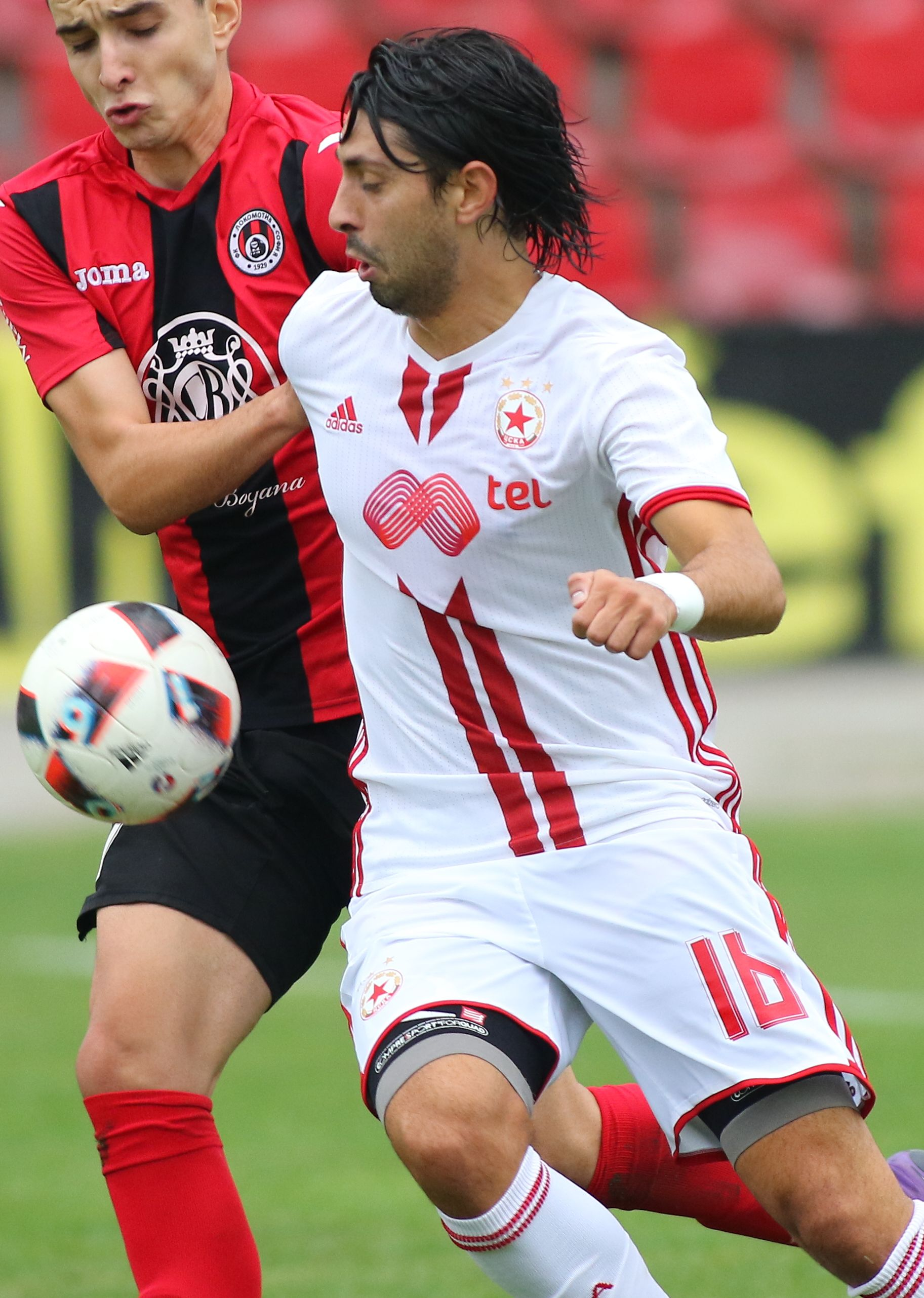
Futebolista português

Rui Pedro Couto Ramalho, mais conhecido por Rui Pedro, nasceu a 2 de Julho de 1988. Futebolista português que joga na posição de número 10 (médio atacante/avançado centro), também pode ser colocado nas alas (médio atacante/extremo direito e esquerdo).

## Carreira
No início época 2007/2008 foi chamado dos Juniores à equipa principal do FC Porto.
Rui Pedro, jogador rápido e com boa técnica, sempre no sitio certo na hora certa, que sabe jogar com os dois pés e tem a rapidez de raciocinio necessária para a posição de médio ofensivo. Iniciou-se com oito anos no Leverense, mas cedo se destacou, transferindo-se para o FC Porto dois anos mais tarde. Nessa altura jogava a avançado ou a ponta de lança, conquistando vários títulos distritais nos infantis. Data desse tempo a melhor recordação: uma estreia fulgurante na equipa A infantil, com dois golos contra o Leixões. Hoje é o médio criativo da equipa portista, e trabalha para se aproximar cada vez mais do modelo nesta posição: Deco. Continua à procura do primeiro título nacional, que acredita irá surgir este ano, juntamente com o campeonato da europa de sub-17!
Na segunda metade da época 2007/2008 jogou no Clube de Futebol Estrela da Amadora, por empréstimo do FC Porto. Na época 2008/2009, também por empréstimo, está ao serviço do Portimonense Sporting Clube.
No início da temporada 2009/2010 foi anunciado o seu empréstimo ao Gil Vicente Futebol Clube.
Época 2010/2011 foi emprestado ao Leixões, onde foi um dos melhores jogadores do plantel com 12 golos.
Época 2011/2012 foi por definitivo para o CFR Cluj da Roménia onde atuam vários jogadores portugueses.

### Penálti àCruijff
Em Março de 2009 durante o XIII Torneio Internacional da Madeira, pela selecção sub-21, Bruno Pereirinha  foi escolhido para marcar a conversão de uma grande penalidade, no jogo contra a Selecção cabo-verdiana. Bruno Pereirinha optou por marcar de uma forma conhecida como "Penalti à Cruijff", um penálti como fizeram Cruyff/Jesper Olsen com um pequeno toque para o lado, vindo o colega de trás que devolveu a bola e o marcador só tem de empurrar para a baliza. Na tentativa de combinar com Rui Pedro, foram antecipados por um adversário. Perante a situação, o seleccionador nacional Carlos Queiroz ditou a suspensão até ao fim do torneio, de ambos os jogadores, pela atitude.

## Títulos
CFR Cluj
Campeonato Romeno (Liga I 2011-12) 